# Pilori de Moreira de Rei
Le pilori de Moreira de Rei est un ancien pilori situé dans la freguesia de Moreira de Rei (pt), sur le territoire de la municipalité de Trancoso (district de Guarda, Portugal).
Il représentait l'autonomie judiciaire et administrative de la commune. Il est classé Monument national depuis 1932.

## Historique
Au début du XIVe siècle, sur ordre du roi Manuel Ier, Moreira de Rei reçut une nouvelle charte.

## Caractéristiques

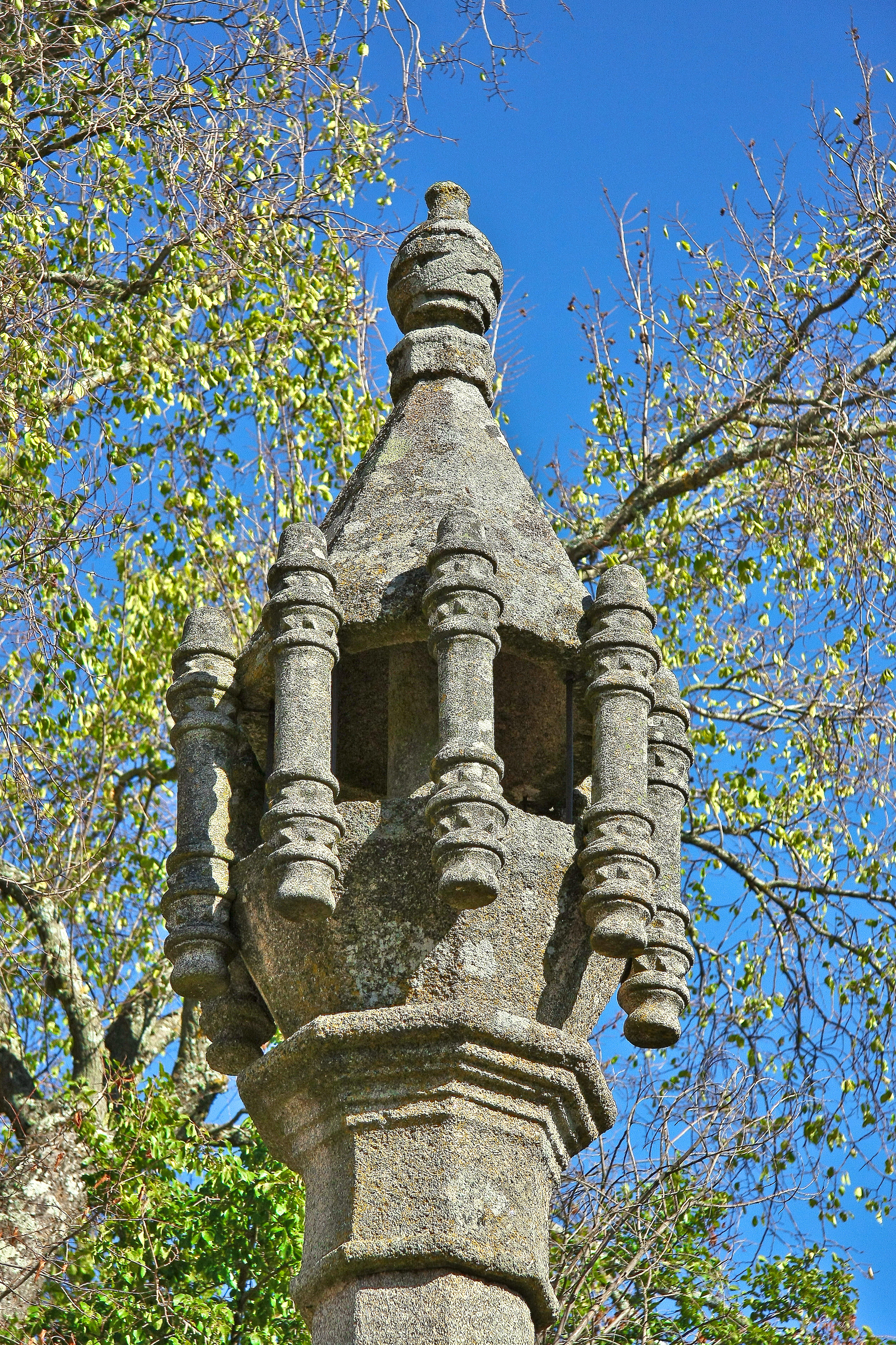

Ce pilori à cage, similaire au pilori de Castelo Rodrigo et au pilori de Pinhel, a été construit au XVIe siècle, avec une architecture civile, de style manuélin.
Le pilori s'élève sur la place principale de la ville, sur une plateforme de six marches octogonales en pierre grossièrement taillée. Son fût en granite octogonal à faces lisses est surmonté d'un chapiteau sur lequel se trouve une grande cage, composée de deux troncs de pyramides octogonales : l'inférieur est inversé et tronqué, et l'autre supérieur est soutenu par neuf colonnettes, dont une centrale, dont certaines sont récentes, issues de restaurations. Les colonnettes ont des fûts cylindriques, tandis que les huit latérales, soutenues par les bords de la cage, sont formées d'une partie centrale lisse surmontée, à la base et au sommet, de plusieurs moulures circulaires lisses, alternant avec une série de perles. Elles sont surmontées de petits capuchons coniques. Le sommet de la cage est couronné d'un pinacle octogonal surmonté d'une « sphère » armillaire ovale.